# Roger Rigollet
Roger Rigollet (* 1909; † 1981) war ein französischer Astronom.
Rigollet fand am 28. Juli 1939 frühmorgens im Nordosten den bereits 1788 entdeckten und nach ihm benannten Kometen 35P/Herschel-Rigollet wieder.

## Veröffentlichungen
- Le bolide du 2 juillet 1949, Marseille: Journ. d. Observateurs, 1953, 6 Seiten
- Photographie des météores en Haute-Provence, L'Astronomie, 1953, 4 Seiten
- Une nouvelle méthode d'observation photographique des météores d'origine cosmique, 1962, Université de Paris, Thèse docteur-ingénieur